# Nazionale femminile di hockey su prato dei Paesi Bassi
La nazionale di hockey su prato femminile dell'Olanda è la squadra femminile di hockey su prato rappresentativa dei Paesi Bassi ed è posta sotto la giurisdizione della Koninklijke Nederlandse Hockey Bond.

## Partecipazioni

### Mondiali
- 1974 – Campione
- 1976 – 3º posto
- 1978 – Campione
- 1981 – 2º posto
- 1983 – Campione
- 1986 – Campione
- 1990 – Campione
- 1994 – 6º posto
- 1998 – 2º posto
- 2002 – 2º posto
- 2006 – Campione
- 2010 – 2º posto
- 2014 – Campione
- 2018 – Campione
- 2022 – Campione

### Giochi olimpici

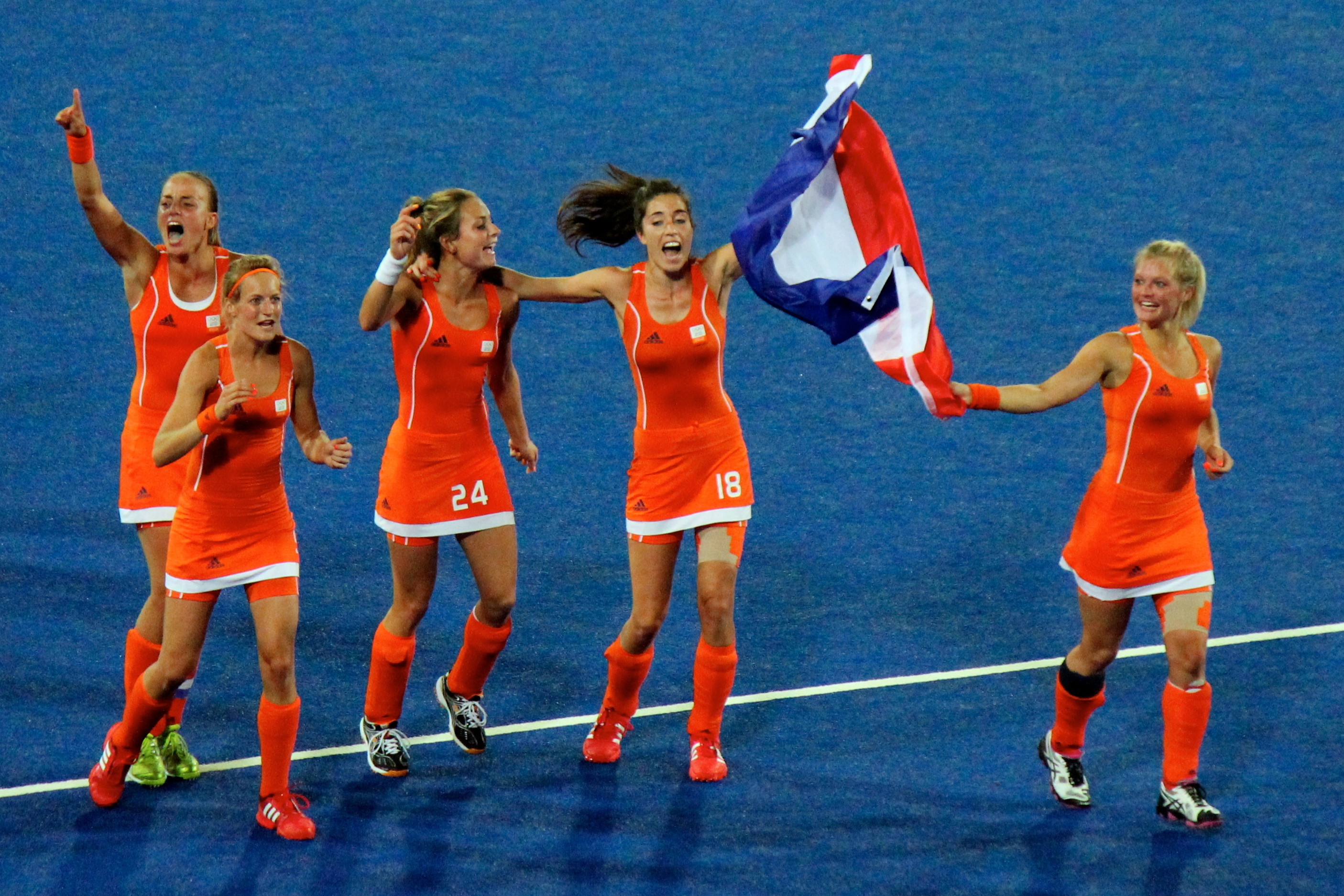
Celebrazione dopo aver vinto la finale delle Olimpiadi di Londra 2012.

- 1984:  Campione
- 1988 – 3º posto
- 1992 – 6º posto
- 1996 – 3º posto
- 2000 – 3º posto
- 2004 – 2º posto
- 2008 – Campione
- 2012 – Campione
- 2016 – 2º posto
- 2020 – Campione
- 2024 – Campione

### Champions Trophy
- 1987 – Campione
- 1989 – 5º posto
- 1991 – 3º posto
- 1993 – 2º posto
- 1995 – non partecipa
- 1997 – 3º posto
- 1999 – 2º posto
- 2000 – Campione
- 2001 – 2º posto
- 2002 – 3º posto
- 2003 – 3º posto
- 2004 – Campione
- 2005 – Campione
- 2006 – 3º posto
- 2007 – Campione
- 2008 – 3º posto
- 2009 – 3º posto
- 2010 – 2º posto
- 2011 – Campione
- 2012 – 3º posto
- 2014 – 3º posto
- 2016 – 2º posto
- 2018 – Campione

### EuroHockey Nations Championship
- 1984 – Campione
- 1987 – Campione
- 1991 – 4º posto
- 1995 – Campione
- 1999 – Campione
- 2003 – Campione
- 2005 – Campione
- 2007 – 2º posto
- 2009 – Campione
- 2011 – Campione
- 2013 – 3° posto
- 2015 – 2° posto
- 2017 – Campione
- 2019 – Campione
- 2021 – Campione
- 2023 – Campione